# والدو کانتور
والدو آریل کانتور (به انگلیسی: Wáldo Ariel Kantor) (زاده ۱۱ ژانویه ۱۹۶۰) بازیکن سابق و مربی فعلی والیبال اهل آرژانتین و عضو سابق تیم ملی والیبال آرژانتین است.